# Estádio Hüseyin Avni Aker
O Estádio Hüseyin Avni Aker (em turco, Hüseyin Avni Aker Stadyumu) foi um estádio de futebol localizado na cidade de Trebizonda, na Turquia. Inaugurado em 1951 com capacidade para receber apenas 2 400 espectadores, passou por sucessivas reformas ao longo das décadas seguintes e por uma grande remodelação em 2010 que ampliaram a capacidade do estádio, passando a comportar até 24 169 espectadores.
Foi durante décadas o estádio onde o Trabzonspor mandou seus jogos oficiais em competições nacionais e continentais. Entretanto, com a conclusão do moderno Medical Park Stadyumu em 2016 e inauguração oficial em 2017, o clube transferiu-se para o novo estádio, o que culminou no fechamento do antigo estádio em 2017 e sua consequente demolição em 2018. No local, encontram-se construídos hoje um centro cultural e uma área arborizada de propriedade da Prefeitura de Trebizonda.

## Homenagem
O nome do estádio rende homenagem à Hüseyin Avni Aker, um dos primeiros professores de Educação Física de Trebizonda e um pioneiro na promoção do esporte local, principalmente do futebol. Enquanto secretário dos Esportes de Trebizonda, foi o primeiro a tentar viabilizar a construção do estádio, porém acabou falecendo antes de ver seu empreendimento concluído, em 1944. 

## Infraestrutura
A área construída do estádio compreendia cerca de 25.000 m² e contava com 30 portões de acesso controlados remotamente por computador, 520 camarotes, 170 cabines de imprensa, 2 restaurantes e 1 lanchonete. Foi um dos primeiros estádios da Turquia onde as cercas que separavam os espectadores do gramado foram removidas, aproximando a torcida dos jogadores e das comissões técnicas dos clubes que disputaram partidas de futebol no local.